# Phostria atrisignalis
Phostria atrisignalis là một loài bướm đêm trong họ Crambidae.